# Cimpress
Cimpress (ehemals Vistaprint) ist ein Druckereikonzern mit Sitz in Irland. Das Unternehmen ist an der NASDAQ unter dem Kürzel CMPR gelistet.
Das Unternehmen bietet Online-Dienstleistungen für Visitenkarten, Briefpapier und Werbematerialien für Kleinunternehmen und Verbraucher an. Mit diesen Dienstleistungen erwirtschafteten im Geschäftsjahr 2023/24 rund 15000 Mitarbeiter einen Umsatz von 3,29 Milliarden USD. Vistaprint betreibt 25 lokalisierte Webseiten zum Verkauf der Produkte in über 130 Staaten.

## Unternehmensstruktur
Cimpress beschäftigt weltweit mehr als 4.100 Angestellte in Niederlassungen und Druckereien. Die nordamerikanische Geschäftsstelle sitzt in Lexington (Massachusetts) und das europäische Gegenstück in Barcelona, Spanien. Das Unternehmen verfügt über drei Druckereien, welche insgesamt eine Fläche von über 74.000 m² ausmachen und in Windsor (Ontario), Venlo und Melbourne liegen. Vistaprint kann nach eigenen Angaben täglich durchschnittlich 44.000 Aufträge drucken.

## Produkte
Über das Internet können Kunden Grafikdesigns auswählen und bearbeiten. Das Unternehmen bündelt ähnliche Bestellungen mit geringen Bestellmengen bzw. Auflagen zu Paketen. Diese Prozesse und Herstellungsmethoden werden auf alle Produktreihen des Unternehmens übertragen.

## Unternehmensgeschichte
Nach Abschluss der Wirtschaftshochschule INSEAD gründete Robert Keane im Jahr 1995 das Unternehmen Vistaprint in Paris. Seine Idee hinter der Gründung von Vistaprint war es, den Bedürfnissen von Kleinunternehmen nach kleinen Druckauflagen von Visitenkarten, Briefpapier und Werbematerialien und denen der Druckereien nach großen Auflagen miteinander in Übereinstimmung zu bringen.
Im Januar 2000 wurde der Unternehmenssitz nach Waltham in den US-amerikanischen Bundesstaat Massachusetts verlegt. Dort beschäftigte das Unternehmen 28 Mitarbeiter, international waren es 63. Im April 2001 verfügte Vistaprint schon über 300.000 registrierte Benutzer (165.000 in den Vereinigten Staaten und 140.000 in Europa), die einen Umsatz von 26,5 Millionen USD generierten.
Laut der jährlichen GAM 101 Liste (6. Ausgabe von 2007) war Vistaprint in der nordamerikanischen Druckereibranche das Unternehmen mit dem viertgrößten Wachstum und stand auf der Liste der größten Unternehmen (umsatzbasierend) an Stelle 40. Der Börsenwert des Unternehmens machte es zur sechstgrößten Aktiengesellschaft der lokalen Druckereibranche. Im Zeitraum vom 30. Juni 2001 bis zum 30. Juni 2009 stiegen die jährlichen Einnahmen des Unternehmens von 6,1 Millionen US-Dollar auf 515 Millionen US-Dollar. Laut einer Umfrage von compete.com zählte die Webseite Vistaprint.com im Juni 2008 7.556.490 Besucher. Im Geschäftsjahr 2012/13 erreichte der Umsatz 1.167 Mio. US-Dollar.
Der Aufbau des Unternehmens wurde im Mai 2008 verändert; seitdem verfügt Vistaprint über zwei regionalspezifische Geschäftsbereiche in Nordamerika und Europa. An der Spitze befinden sich zwei Frauen, Wendy Cebula, Präsidentin der nordamerikanischen Geschäftseinheit und Janet Holian, Präsidentin für Vistaprint Europa in Barcelona, Spanien.
Im Jahr 2011 übernahm Vistaprint den niederländischen Fotobuchhersteller Albumprinter für 60 Millionen Euro. Vistaprint betrieb im Jahr 2011 24 regionalisierte Webseiten und beschäftigte weltweit 3100 Mitarbeiter, die elf Millionen Kunden betreuten. Albumprinter ist mit einem Marktanteil von zehn Prozent der zweitgrößte Anbieter nach CeWe Color.
Die Übernahme des auf selbst erstellte Seiten, unter anderem auf Facebook, spezialisierte Unternehmen Webs wurde Anfang 2012 mit einem Volumen von 117,5 Millionen USD vollzogen.
Am 17. November 2014 teilte das Unternehmen mit, dass es mit sofortiger Wirkung seinen Namen ändert und künftig unter „Cimpress N.V.“ firmieren wird. Vistaprint bleibt als Marke erhalten.
Im Oktober 2020 wurde der Online-Marktplatz für Grafikdesign-Dienstleistungen 99designs aus San Francisco übernommen.

## Anteilseigner
Die Aktien der Vistaprint N.V. werden zu 92,42 Prozent von 155 institutionellen Anlegern gehalten. Die restlichen 7,58 Prozent sind in Streubesitz. Die drei größten Anteilseigner sind Prescott General Partner mit 13,54 Prozent, gefolgt von Janus Capital Management mit 11,77 Prozent und Brave Warriors Advisors mit 11,71 Prozent.